# Swissair
Swissair (Swiss Air Transport Company Limited) je bivši nacionalni zračni prijevoznik Švicarske. Osnovan je spajanjem zrakoplovnih tvrtki Balair i Ad Astra Aero 1931. godine. U svojih 71 godina postojanja Swissair je bio jedan od najvećih međunarodnih zrakoplovnih tvrtki a s obzirom na svoju financijsku stabilnost često je označavan kao  "Leteća banka". Slovio je kao švicarski nacionalni simbol i ikona. 
Godine 1997. Swissair Grupa je preimenovana u SAirGroup koju su sačinjavale četiri podružnice: SAirlines (u koju je pripao Swissair i Crossair), SAirServices, SAirLogistics i SAirRelations. 
U kasnim devedesetima i nakon Napada 11. rujna 2001. Swissair naglo gubi na vrijednosti i već u listopadu te godine prizemljuje svoju flotu. Uz pomoć švicarske savezne vlade tvrtka je održavana na životu do 31. ožujka 2002. godine. 1. travnja 2002. na temeljima bivšeg Crossaira, tvrtku nasljeđuje Swiss International Air Lines i preuzima većinu ruta, avione i osoblje bivšeg Swissaira. 2005. godine Swiss International Air Lines preuzima njemačka aviotvrtka Lufthansa.